# Памятник студенту (Донецк)
«Студент» — скульптурная композиция, один из памятников Донецка.
Создание памятника было приурочено к 70-летию основания Донецкого национального университета и 25-летию создания экономико-правового факультета.
Авторы памятника скульпторы Николай Новиков и Дмитрий Илюхин из Горловки. Руководил проектом Пётр Антипин. Скульптуру отлили на ЗАО Донецксталь.
Было разработано несколько вариантов скульптурной композиции, среди которых студенты голосованием выбрали окончательный.
Памятник был открыт 6 сентября 2007 года во внутреннем дворе нового здания экономико-правового факультета Донецкого национального университета. На открытии присутствовали автор памятника Николай Новиков, руководитель проекта Пётр Антипин, ректор Донецкого национального университета Владимир Шевченко, декан экономико-правового факультета Вячеслав Волков.
Памятник представляет собой лавочку рядом с которой стоит скульптура студента в полный рост. Студент опирается на лавочку рукой и коленом. С другой стороны лавочки лежат учебники универсальному и конституционному праву Украины, мантия и конфедератка.